# Kogawa Iori
Kogawa Iori (古川 いおり 25 tháng 9 năm 1992 –) là một nữ diễn viên khiêu dâm người Nhật Bản. Cô sinh ra tại Ōsaka, và từng thuộc về công ti T-Powers. Cô đã nghỉ việc hoàn toàn từ ngày 31/12/2022.

## Sự nghiệp
Trước khi trở thành nữ diễn viên khiêu dâm, cô là một tarento và nữ diễn viên điện ảnh. Cô đã nói với một đạo diễn rằng cô muốn mở rộng hoạt động, và khi ông giới thiệu cô về ngành phim khiêu dâm, cô đã nghĩ rằng nếu mình có thể đặt chân vào đó, vùng hoạt động của cô sẽ được mở rộng hơn. Trong một cuộc phỏng vấn sau đó, cô đã nói rằng "Tôi vào ngành phim khiêu dâm vì tôi muốn đóng phim".
2/11/2012, ảnh khỏa thân lông mu của cô đã được đăng trên tạp chí "Friday", và vào ngày 8/11 cô cũng đã ra mắt ngành phim khiêu dâm từ hãng SOD Create với phim "Kogawa Iori AV Debut". Nhà sản xuất đã thực hiện quyết định chưa từng có là chụp ảnh tĩnh vật của cô tại đảo Guam cho phim ra mắt ngành của cô.
Vào năm 2013, cô đã nhận giải Nữ diễn viên nổi bật tại Giải thưởng SOD lần thứ 64.
Tháng 7/2014, cô đã tham gia cuộc thi độ nổi tiếng của các nữ diễn viên gợi cảm để được chọn làm nhân vật trong trò chơi Ryū ga Gotoku của Sega và đã xếp thứ 20, giúp cô có được một vai trong Ryū ga Gotoku 0: Chikai no Basho.
24/9/2015, cô trở thành thành viên của nhóm Ebisu★Muscats.
2/4/2016, cô đã nhận giải Nữ diễn viên mới tại Giải Phim hồng lần thứ 28.
3/3/2017, cô đã nhận giải Cyzo tại Giải thưởng truyền hình phim khiêu dâm Sky PerfecTV! 2017.
15/12/2018, cô đã tốt nghiệp nhóm Ebisu Muscats.
27/11/2020, cô là MC cho sự kiện "LADY MADONNA-phiên bản mở rộng～I saw her standing there～Lúc đó trái tim tôi đã bị đánh cắp～" (LADY MADONNA-拡大版-I saw her standing there～その時ハートは盗まれた～) tổ chức tại CLUB-CHITTA Kawasaki. Vào ngày 25/11, cô cùng Shabadaba Fuji là MC cho sự kiện "LADY MADONNA bản mở rộng-I Should Have Known Better～Tình yêu giữa hai người～" (LADY MADONNA 拡大版 -I Should Have Known Better～恋する二人～) và đã có một màn trình diễn trực tiếp tốt trong 3 giờ liên tiếp.
Tháng 8/2021, cô xếp thứ 54 trong "Bảng xếp hạng FLASH 2021 diễn viên nữ gợi cảm chọn bởi 300 độc giả".

### Thông báo nghỉ việc
28/1/2022, kênh YouTube của SOFT ON DEMAND thông báo rằng cô sẽ nghỉ việc nữ diễn viên khiêu dâm vào ngày 31/12 cùng năm. Cùng thời điểm đó, một đề mục đặc biệt với tiêu đề "Cảm ơn, Kogawa Iori." đã được đăng tải trên trang chủ của SODstar. Ngoài ra, cô cũng đã đăng tải một bài đăng (bài đăng được ghim) gồm ảnh chụp kèm lời nhắn viết tay như sau:
Nội dung lời nhắn viết tay (đã dịch)
"Như đã được đăng trên kênh YouTube của SOD, Kogawa Iori sẽ nghỉ việc nữ diễn viên khiêu dâm từ ngày 31/12/2022. Vào lúc này, tôi thật sự không biết nói gì cả. Tôi mong rằng mọi người có thể cảm nhận được các cảm xúc của tôi trong năm qua. Năm thứ 10 [trong ngành] thật đặc biệt, đặc biệt làm sao. Tôi mong các bạn đều đã có một năm tuyệt vời nhất. Đối với mọi người tại công ti chủ quản, mọi người tại SOD, những người bán hàng, người của các phương tiện truyền thông khác nhau, mọi người tại Cuticles, đồng thời là tất cả mọi người biết đến　Kogawa Iori, tôi muốn gửi lời cảm ơn đến tất cả vì đã luôn và sẽ tiếp tục hỗ trợ tôi không ngừng trong khoảng thời gian còn lại của năm. Ngày 28 tháng 1 năm 2022, Kogawa Iori."
(Thông tin này đã được T-Powers cho phép trích dẫn lại)

### Dự án sách ảnh đánh dấu nghỉ việc
15/3/2022, cô đã thông báo trên Twitter về dự án phát hành sách ảnh đánh dấu nghỉ việc của Kogawa Iori thông qua nền tảng gọi vốn cộng đồng bằng lượt đặt hàng "ひとつなぎHitotsunagi". Cùng thời gian đó, các chi tiết về dự án được thông báo trên trang chủ của "Hitotsunagi" và các lượt đặt hàng (đóng góp) đã được chấp nhận. Cũng trong thời gfian đó, hai video giới thiệu dự án do chính cô thực hiện cũng đã được đăng tải trên kênh YouTube "ひとつなぎTV/Hitotsunagi TV".
Mục tiêu gọi vốn kéo dài thứ hai đã đạt được vào ngày 23/4 (5 ngày trước hạn), và một triển lãm ảnh của cô cũng sẽ được tổ chức (từ ngày 2-4/12/2022 tại Gallery LeDeco). Đơn đặt trước đã đóng vào 23:59 ngày 28/4. Tổng cộng số tiền đã được gọi vốn là 13.273.000 yên (đạt 331,8％ mục tiêu ban đầu) với 606 người ủng hộ. Con số này đã vượt xa các kỉ lục trước đây của các dự án gọi vốn "Hitotsunagi" (Kỉ lục trước đó là 10.951.000 yên với 511 người ủng hộ).

### Sự kiện chuyến lưu diễn toàn quốc
8/8/2022, cô đã thông báo trên trang Twitter của cô và trang đặc biệt SODstar rằng cô sẽ tổ chức tổng cộng 13 buổi diễn trong chuyến lưu diễn cuối cùng (bao gồm kí tặng đĩa DVD và các buổi chụp ảnh cá nhân), với đối tượng là những người mới mua đĩa DVD của cô tại 7 tỉnh trên toàn quốc (Saitama, Fukuoka, Kagawa, Ōsaka, Hyōgo, Hokkaidō, và Tōkyō) từ tháng 9 đến tháng 11 cùng năm. Ngoài ra, một dự án gửi lời nhắn đến cô (không cần phải mua đĩa DVD) cũng được tổ chức tại 100 cửa hàng bao gồm các cửa hàng tham gia sự kiện+các cửa hàng khác, với các hòm thư và thẻ viết lời nhắn được dựng lên tại các cửa hàng tham gia sự kiện trong thời hạn nhất định, sau đó các lời nhắn này sẽ được bỏ vào một album và đưa cho cô trong ngày cuối cùng của chuyến lưu diễn (11/12) tại cửa hàng tổ chức sự kiện.
26/12/2022, trong bảng xếp hạng bán hàng qua bưu điện của FANZA hàng tuần, phim của cô "Kỉ niệm 15 năm SOD star! Tổng hợp SEX ra mắt ngành của 18 nữ diễn viên ngôi sao được tuyển chọn kĩ càng!" (SODstar15周年記念！厳選した人気スター女優18名 デビューSEX集めました!) đã xếp thứ nhất.

## Đời tư
Ngực của cô có cỡ Cup C và cô có một cái nhìn phức tạp về ngực nhỏ của mình. Lần đầu cô quan hệ tình dục là vào năm 18 tuổi, sau khi nhập học trường dạy nghề tại Ōsaka, với một đàn anh học trên cô 1 lớp (hơn cô 7 tuổi). Cô đã quan hệ với 2 người trước khi vào ngành phim khiêu dâm. Sở thích của cô là đọc sách, nghe nhạc, tập thể dục và xem video. Kĩ năng đặc biệt của cô là bị lạc. Cô có nuôi 2 chú chó [Yuzu: Chihuahua trắng, giống cái, nhận nuôi năm 2014] và [Ponzu: Schnucks đen, giống cái, nhận nuôi năm 2017] và chúng thường xuất hiện trên trang Twitter và Instagram của cô.
Khi là thành viên Muscats, cô có biệt danh là Lãnh đạo Kogawa nhờ sự điềm tĩnh của mình, và thường được giao phó trách nhiệm và công việc từ khi Asuka Kirara còn là trưởng nhóm. Trong chuyến lưu diễn Kidoairaku (喜怒愛楽) năm 2017, cô bất ngờ phải đảm nhận làm trưởng nhóm tạm thời do Asuka Kirara bị căng cơ lưng.
Trong các kì thi Thành tích Học tập Ebisu★Muscats năm 2016 và 2017, cô đã đạt điểm cao trong mọi môn học và đã xếp thứ nhất trong 2 năm liên tiếp, cao hơn cả các thành viên tốt nghiệp đại học. Cô đã xếp thứ 10 vào năm 2018.
Về cảm nhận sau khi tốt nghiệp Muscats, cô đã nhấn mạnh sự khác biệt giữa môi trường năng động của Muscats và nhẹ nhàng của SOD Create. Do cô đã quen với sự năng động tại Muscats, cô đã thử đưa nó vào phim khiêu dâm sau khi tốt nghiệp, và trong vòng 6 tháng sau khi tốt nghiệp nhóm sức khỏe tâm lí của cô đã không ổn định.
Trong buổi phát sóng trên TwitCasting vào 17 giờ ngày 31/12/2022, cô thông báo sẽ hoàn toàn nghỉ việc vào cùng ngày, cô vẫn sẽ thuộc về công ti chủ quản T-Powers trong một thời gian, và các tài khoản mạng xã hội của cô (Twitter, Instagram, v.v.) sẽ do công ti quản lí, và các tài khoản này sẽ bị xóa sau đó.